# Xenophrys yingjiangensis
Xenophrys yingjiangensis — вид жаб родини Megophryidae. Описаний у 2024 році.

## Поширення
Ендемік Китаю. Поширений у горах Гаолігун в провінції Юньнань на півдні країни. Виявлений у провінційному природному заповіднику Тунбігуань.

## Назва
Видовий епітет yingjiangensis — це латинізований прикметник, що походить від назви округу Їнцзян провінції Юньнань, Китай, де зустрічається цей вид.

## Опис
Xenophrys yingjiangensis відрізняється від своїх родичів поєднанням таких морфологічних ознак:
- доросла особина середніх розмірів, дорослий самець SVL 44,6–49,8 мм (N=5);
- голова трохи довша за ширину;
- барабанна перетинка чітка, спереду звужена, ззаду трохи розширена;
- зіниця вертикально еліптична;
- наявність сошкових хребтів і сошкових зубів;
- язик великий, овальної форми, ззаду слабо виїмчастий;
- відносні довжини пальців: II < IV < I < III;
- п'яти злегка перекриваються, коли гомілки розташовані під прямим кутом до осі тіла;
- великогомілково-тарзальний суглоб випрямленої кінцівки досягає ніздрі;
- бічні шкірні бахроми на пальцях чіткі, вузькі;
- пальці з рудиментарною перетинкою;
- внутрішній плюсневий горбок великий, подовжений;
- присутній виразний вузький тім'яно-лопатковий виступ у формі '\ /';
- тілесно-рожева черевна поверхня стегон.